# آتشفشان اوزون
آتشفشان اوزون (انگلیسی: Uzon) یک کوه آتشفشانی در شبه‌جزیره کامچاتکای کشور روسیه است.